# Kurkovští z Lukovan
Kurkovští z Lukovan byli vladycká rodina. Majestátem dne 26. května 1575 byli povýšeni do vladyckého stavu. Václav Dubský a Jakub Kurkovský se začali psát jako Kurkovští z Lukovan.
Antonín Kurkovský z Lukovan ze svých nákladů pořídil roku 1712 v Unhošti oltář v kapli sv. Antonína. Stal se měštěnínem. Jeho tělo odpočívá v obci Hájek.

## Erb
Jejich erb sestává z polovičního štítu, vpravo červeného, v němž jsou tři modré pruhy pošikem od levého nahoru a v každém po pětilisté červené růži. Vlevo červený s polovicí modré dvojnásobné lilie při prvém kraji, přikryvadla jsou červenomodrá. Za klenot křídla na pravém pošikem od pravé nahoru a v něm červená růže.